# Bago (Philippines)
Pour les articles homonymes, voir Bago.
Bago (en hiligaïnon Dakbanwa/Syudad sang Bago ; en philippin : Lungsod ng Bago) est une municipalité de la province de Negros occidental, aux Philippines.
Lors du recensement de 2020, sa population s'élève à 191 210 habitants.

## Géographie
Bago est située sur l'île de Negros, dans le groupe des îles Visayas, au centre de l'archipel des Philippines, dans la région des Visayas occidentales ; elle donne au nord-ouest sur le détroit de Guimaras. Elle se trouve à 21 km au sud de Bacolod, la capitale de la province.
Bago est traversée par la rivière Bago, qui prend sa source sur le versant nord-est du volcan Kanlaon et se jette dans le détroit de Guimaras.
D'une superficie totale de 401,20 kilomètres carrés, elle est divisée administrativement en 24 barangays, 16 ruraux et 8 urbains : 
- Abuanan
- Alianza
- Atipuluan
- Bacong-Montilla
- Bagroy
- Balingasag
- Binubuhan
- Busay
- Calumangan
- Caridad
- Don Jorge L. Araneta
- Dulao
- Ilijan
- Lag-Asan
- Ma-ao
- Mailum
- Malingin
- Napoles
- Pacol
- Poblacion
- Sagasa
- Tabunan
- Taloc
- Sampinit

## Histoire
Bago est attestée dans les textes en 1571 quand le conquistador espagnol Miguel López de Legazpi, qui a débarqué aux Philippines en 1565, attribue le territoire situé le long des rives de la rivière Bago en encomienda à Juan Gutierrez Cortes ; à partir de 1572, le prêtre augustinien Geronimo Marin se charge de la christianisation des indigènes et place la communauté sous le patronage de saint Jean Baptiste ; la localité de Bago est officiellement fondée en 1575. Elle devrait son nom à un arbre, le bago, ou à un arbuste bago-bago qui croissait le long de la rivière. La localité acquiert le statut de pueblo (ville) en 1800.
À la fin du XIXe siècle, Bago participe à la révolution philippine de 1896-1898 contre les Espagnols, avec à sa tête Juan Araneta (en) qui y est né. En 1901, la ville comme l'ensemble des Philippines passe sous contrôle américain, avec des fonctionnaires philippins à sa tête. Bago est lourdement détruite lors de l'occupation japonaise pendant la seconde guerre mondiale ; elle est reconstruite après 1945. 
Bago obtient le statut officiel de ville en 1966.  
| 1903  | 1918  | 1939  | 1948  | 1960  | 1970  | 1975  | 1980  | 1990   | 1995   | 2000   | 2007   | 2010   | 2015   | 2020   |
| ----- | ----- | ----- | ----- | ----- | ----- | ----- | ----- | ------ | ------ | ------ | ------ | ------ | ------ | ------ |
| 23630 | 26262 | 53874 | 56963 | 58834 | 71653 | 89213 | 99631 | 122863 | 132338 | 141721 | 159933 | 163045 | 170981 | 191210 |

## Personnalités liées
- Roel Velasco (1972-), boxeur professionnel né à Bago.
- Mansueto Velasco (1974-), boxeur professionnel né à Bago.
- Rogen Ladon (1993-), boxeur professionnel né à Bago.